# Oribotritia shikoku
Oribotritia shikoku är en kvalsterart som beskrevs av Wojciech Niedbała 2006. Oribotritia shikoku ingår i släktet Oribotritia och familjen Oribotritiidae. Inga underarter finns listade i Catalogue of Life.